# 法恩寺 (墨田区)
法恩寺（ほうおんじ）は、東京都墨田区太平にある日蓮宗の寺院。山号は平河山。院号は本住院。本尊は十界曼荼羅。旧本山は大本山本圀寺（六条門流）。小西法縁。

## 由緒
太田道灌が1458年（長禄2年）に江戸城を築くにあたり、城内鎮護の祈願所として武蔵国平河村（江戸城平川口）に建立開基。開山は本住院日住上人で、当初は本住院と称した。道灌の跡を継ぎ城主となった嫡子・法恩斎の年忌に際し、孫の太田資高が寺号を法恩寺と改めた。
その後神田柳原、谷中清水町と移転した後、1695年（元禄8年）に現在地に移ったが、当時は塔頭20ヵ寺・末寺11ヵ寺を擁していた。現在も日蓮宗・小西法縁内の法脈の一つである法恩寺法脈の脈頭寺院として大きな影響力を持つ。また、隅田川川施餓鬼、七草粥、震災記念「思い出のすいとん会」、十五夜お茶会、年末餅つき会、花見の縁などの開催など、壇信徒のみならず地域社会・地元近隣町会との繋がりが大変に強い寺として知られる。現在地の「太平（町）」の地名は、太田道灌の「太」の字と、山号平河山の「平」の二文字をとり命名されたものと言われている。
前住職、鈴木貫仁は1972年（昭和47年）に入寺し、東京小西法縁会会長や墨田区保護司会長、日蓮宗保護司会副会長、東京都東部宗務所長などを歴任し、1992年（平成4年）に大本山本圀寺78世貫首（加歴）に晋山。さらに平成15年には紀州徳川家の菩提寺として知られる本山報恩寺の35世貫首に晋山。
現住職、鈴木貫元は副住職時代の2007年（平成19年）に納骨堂「妙元廟」と日蓮聖人像を建立し、2008年（平成20年）に師父貫仁から法恩寺56世として法燈を継承した。

## 文化財
- 墨田区登録有形文化財（歴史資料）
  - 太田道灌家供養塔
- 墨田区登録史跡
  - 太田氏七代供養塔

## 旧末寺
日蓮宗は1941年（昭和16年）に本末を解体したため、現在では、旧本山、旧末寺と呼びならわしている。
- 平河山千栄院（墨田区太平）塔頭
- 平河山陽運院（墨田区太平）塔頭
- 平河山法泉院（墨田区太平）塔頭
- 平河山善行院（墨田区太平）塔頭
- 円住山妙円寺（台東区谷中）
- 高光山大円寺（台東区谷中）
- 円妙山大行寺（台東区谷中）
- 大覚山浄心寺（文京区白山）
- 稲附山法真寺（北区赤羽西）
  - 法真寺末：久遠山本寿院（練馬区早宮）
- 長久山本行寺（荒川区西日暮里）
- 宝聚山大法寺（江戸川区平井）

## 所在地
- 東京都墨田区太平1-26-16

## 交通アクセス
- 錦糸町駅より徒歩12分（経路案内）。